# Oxid beryllnatý
Oxid beryllnatý (BeO) je bílý, zejména při vdechnutí prudce jedovatý prášek, nebo čirá, ve vodě nerozpustná krystalická látka. Má tvrdost 9 podle Mohse, stejně jako korund-safír, tedy oxid hlinitý (Al2O3), kterému se některými svými vlastnostmi podobá. V přírodě se nachází vzácně, například ve Švédsku, jakožto minerál/drahokam bromellit. Lze jej získat spalováním z beryllia v kyslíku nebo žíháním beryllnatých sloučenin, které snadno odštěpují kyselinový zbytek, například z dusičnanu beryllnatého. Slitiny oxidu beryllnatého, které jsou velmi stabilní, mají keramické vlastnosti. Je velmi odolný vůči žáru a je polymorfní. Starý anglický název pro oxid beryllnatý byl glucina, kvůli sladké chuti ve vodě rozpustných sloučenin beryllia, podle které poznávali přítomnost tohoto prvku první, o jeho vysoké toxicitě nepoučení badatelé.

## Příprava
Oxid beryllnatý utvořený při vysokých teplotách (>800 °C) je netečný, ale může být snadno vytěsněn hydrogendifluoridem amonným (NH4HF2) nebo horkým roztokem koncentrované kyseliny sírové (H2SO4) a sulfidem amonným. Oxid beryllnatý se extrahuje tepelným rozkladem přirozeně se vyskytujících minerálů jako beryl nebo bertrandit. Komerčně jsou běžně dostupné materiály čistoty vyšší než 99 %.

## Vlastnosti a využití
Oxid beryllnatý kombinuje vynikající elektrické izolační vlastnosti spolu s vysokou tepelnou vodivostí. Je také vysoce odolný vůči korozi. Vysoká toxicita práškového oxidu berylnatého při vdechování a vysoké náklady na výrobu však omezují jeho použití mimo aplikace, které nevyužívají uvedené jedinečné vlastnosti.
Oxid beryllnatý je jednou z nejdražších surovin používaných při výrobě keramiky, především kvůli nákladům nutným k zamezení toxických účinků prachu při manipulaci během výroby.
V elektronických aplikacích se BeO nejčastěji používá jako elektronický podklad při výrobě účinných chladičů pro svou vysokou tepelnou vodivost a vysoký
elektrický odpor. Materiál se využívá především ve vysokonapěťových elektrických zařízeních nebo přístrojích s vysokou hustotou elektronických obvodů jako jsou počítače s vysokou výpočetní rychlostí.
Vzhledem k tomu, že BeO je propustný pro mikrovlnné záření, může být použit pro okna nebo antény mikrovlnných komunikačních systémů a mikrovlnných trub. Podobně, protože je propustný pro rentgenové záření, může být použit při výrobě oken u těchto přístrojů a technologií využívajících vysoce energetické záření (rentgeny, vysoce účinné lasery...).
BeO má specifické vlastnosti, které jsou atraktivní pro jaderně energetické aplikace, jako je nízký záchytný průřez pro neutrony s vysokou schopností jejich moderování. V praxi je ceněn pro použití ve vysokoteplotních, plynem chlazených reaktorech, žádné aplikace v civilních jaderných reaktorech však nejsou známy.
Nízká hustota BeO jej činí atraktivním pro letecké a vojenské aplikace jako jsou gyroskopy a zbraně. Odolnost vůči roztaveným kovům umožňuje jeho použití jako žáruvzdorného materiálu v hutnictví, například pro tavení kovů vzácných zemin.

## Bezpečnost
Oxid beryllnatý je karcinogenní, především pokud se do těla dostane s potravou nebo je inhalován do plic, kde může způsobit chronickou nemoc, tzv. beryliózu.